# Spader dam (opera)

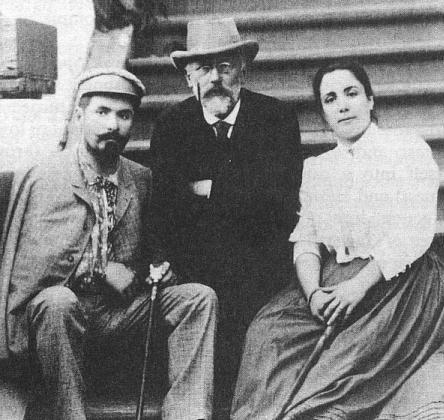
Pjotr Tjajkovskij med Nikolaj och Medeja Figner, som spelade Hermann and Lisa på premiären 1890.

För kortspelet med samma namn, se Dam (kortspel)
Spader Dam (ryska: Пи́ковая дама, Pikovaja dama) är en rysk opera i tre akter av Pjotr Tjajkovskij. Librettot, av tonsättarens broder Modest, bygger på novellen med samma namn av Aleksandr Pusjkin.

## Historia
Idén till att tonsätta Pusjkins lilla novell kom ursprungligen från Ivan Vsevolosjki, chefen för Kejserliga teatern, som också föreslog Tjajkovskij att förlägga handlingen till slutet av 1700-talet istället för Pusjkins 1820-tal. Tonsättaren antog gärna förslaget, eftersom klassicismens och rokokon epok, musikens gyllene tidsålder, redan var hans ideal. Tjajkovskij började skriva på Spader dam den 31 januari 1890 under en vistelse i Florens och var färdig med skisserna redan den 15 mars. Det slutliga partituret låg klart den 5 juni.
Operan uruppfördes på Mariinskijteatern i S:t Petersburg den 19 december 1890.
Den svenska premiären ägde rum på Stockholmsoperan den 25 november 1909 och den iscensattes åter med premiär den 19 november 1931 och den 22 oktober 1949. Den sattes upp på Göteborgsoperan med premiär den 13 september 2003.

## Personer
- Herman (tenor)
- Greve Tomskij (baryton)
- Furst Jeletzkij (baryton)
- Tjekalinskij (tenor)
- Surin (bas)
- Tjaplitskij (tenor)
- Namurov (bas)
- Ceremonimästaren (tenor)
- Grevinnan (mezzosopran)
- Lisa, hennes adoptivdotter (sopran)
- Polina, Lisas väninna (alt)
- Guvernanten (mezzosopran)
- Masja, kammarjungfru (sopran)
- Ett befallande barn (talroll)
- Barn, barnjungfrur, guvernanter, ammor, gäster, spelare (kör)

## Handling
Operan utspelar sig i Sankt Petersburg omkring år 1800.

### Akt I

Sommarträdgården i Sankt Petersburg. Det första solskenet lockar ut stadsborna i det fria. Adelsbarnen härmar de vuxna och leker brudar eller soldater. Två officerare, Tjekalinskij och Surin, förundrar sig över en vän, ingenjörsofficeren Herman. Varje kväll beger han sig som åskådare till olika spelhus, men utan att själv spela. Det båda officerarna avlägsnar sig och istället infinner sig Herman och greve Tomskij. De möter furst Jeletskij, som presenterar sin fästmö Lisa. I henne känner Herman igen den flicka som han i hemlighet älskar. Men hans kärlek är hopplös, eftersom hon är adoptivdotter till en rik grevinna och han själv är fattig. Tomskij berättar för Herman om grevinnan: hon var en gång en ung skönhet, som var en oförvägen hasardspelerska och som lär ha känt till hemligheten med de tre oslagbara korten. Herman blir fascinerad och vill få reda på hemligheten bakom korten.
Adelsflickorna underhåller sig med sång. Lisa lämnas ensam och sörjer sin hopplösa kärlek till Herman. Då uppenbarar sig denne plötsligt för henne och ber henne avgöra hans öde. Hon bekänner honom sin kärlek.

### Akt II
Stora salen i en adelsmans hus. Jeleteskij lägger märke till Lisas motsträvighet och försöker genom att visa ädelmod vinna hennes kärlek. Ett herdespel framförs. Lisa ger Herman nyckeln till sitt rum. När han får veta att vägen till hennes rum leder genom grevinnans, beslutar han sig för att tillskansa sig den gamla hemligheten. Herman gömmer sig i grevinnans sovrum. Grevinnan drar sig tillbaka och slumrar in. Herman hotar den gamla damen, som ger till ett skrik och dör. Lisa upptäcker dådet. Herman lyckas inte rättfärdiga sin handling och flyr.

### Akt III
Hermans rum på kasernen. Lisa har inte gett upp hoppet om Hermans kärlek och ber honom i ett brev om ett möte. Grevinnans vålnad uppenbarar sig för Herman. Han får veta hemligheten med de tre korten, men utan att riktigt begripa. Han hör endast namnen på korten - trea, sjua och ess - men inte kravet om att han måste göra Lisa lycklig. Lisa väntar på Herman vid Nevas strand. Under ett kort ögonblick uppväcks Hermans bättre jag, sedan övermannas han åter av spelmanin. Lisa kastar sig i floden och dör. Innan hon dog slog Lisa upp förlovningen med furst Jeletskij och denne söker nu sin lycka vid spelbordet. Adelsmännen försöker genom att spela skapa ett lustfyllt ögonblick i deras annars så meningslösa liv. Även Herman bekänner sig nu till detta sätt att leva. Han satsar först på tre, sedan på sju och vinner stora summor. Ingen vågar längre sätta emot honom, endast furst Jeletskij blir hans motspelare i det sista partiet. Herman satsar på ess, men vänder upp spader dam, och från kortet grinar den gamla grevinnans ansikte mot honom. Han förlorar förståndet och tar livet av sig. I Lisas kärlek fanns den mening med hans liv som aldrig uppfylldes.

## Inspelningar (urval)
- Pique dame. Gegam Grigorian, Maria Gulegina, Ludmila Filatova, Sergei Leiferkus. Kirovoperans kör och orkester. Valery Gergiev, dirigent. Decca DVD 070 434-9. 1992.[3]